# Amy Wax

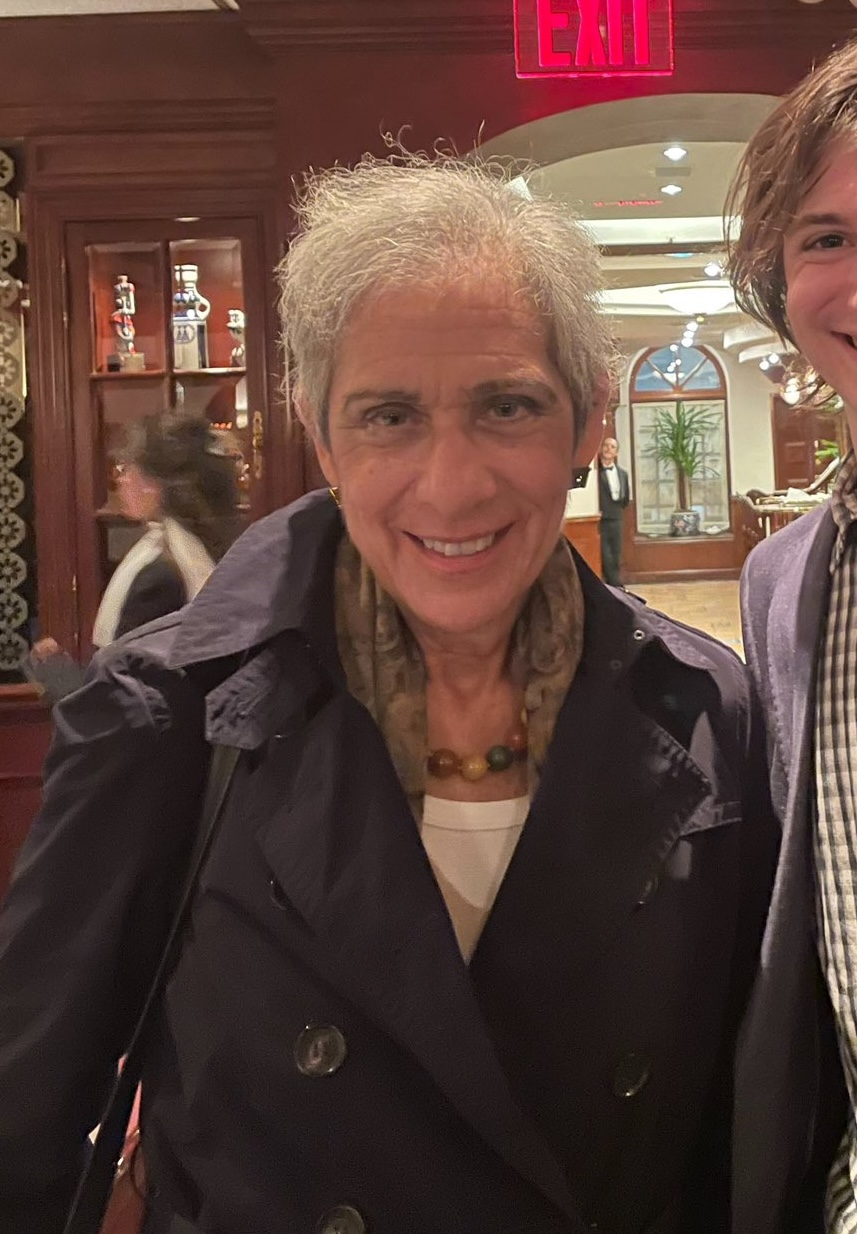
Amy Wax (2024)

Amy Laura Wax (* 19. Januar 1953 in Troy, New York) ist eine US-amerikanische Juristin und Neurologin. Sie ist Professor für Recht an der University of Pennsylvania Law School. Sie befasst sich mit Fragen des Sozialhilferechts und der Sozialpolitik, sowie mit dem Verhältnis von Familie, Arbeitsplatz und Arbeitsmärkten. Aussagen von ihr über ethnische Minderheiten wurden kontrovers rezipiert.

## Jugend
Wax wuchs zusammen mit zwei Schwestern in einer jüdischen Familie in Troy, New York, auf. Sie besuchte eine öffentliche Schule. Ihr Vater arbeitete in der Kleidungsbranche; ihre Mutter war Lehrerin und Verwaltungsangestellte in Albany, New York.

## Ausbildung
Wax besuchte die Yale University und machte dort 1975 ihren Abschluss (B.S. in molekularer Biophysik und Biochemie, summa cum laude). Anschließend besuchte sie das Somerville College in Oxford (Marshall-Stipendiatin für Physiologie und Psychologie, 1976).
Sie absolvierte die Harvard Medical School (M.D. 1981) und Harvard Law School (ab 1981). Von 1982 bis 1987 war sie praktizierende Ärztin. Sie schloss ihr Jurastudium an der Columbia Law School ab (J.D. 1987), wobei sie in Teilzeit arbeitete, um sich das Jurastudium zu finanzieren. Sie wirkte auch als Herausgeberin des Columbia Law Review.

## Juristische Karriere
Wax arbeitete zunächst von 1988 bis 1994 im Büro des Generalstaatsanwalts der Vereinigten Staaten im Justizministerium der Vereinigten Staaten. Während ihrer Tätigkeit im Amt vertrat sie 15 Fälle vor dem Obersten Gerichtshof der Vereinigten Staaten. Von 1994 bis 2000 lehrte sie an der University of Virginia Law School.
Wax ist Robert-Mundheim-Professor für Recht an der University of Pennsylvania Law School und seit 2001 Mitglied der juristischen Fakultät.

## Umstrittene Aussagen
In einem im August 2017 im Philadelphia Inquirer erschienenen Artikel mit dem Titel "Paying the price for breakdown of the country's bourgeois culture" (Den Preis für den Zusammenbruch der bürgerlichen Kultur des Landes zahlen) schrieb sie zusammen mit dem Rechtsprofessor Larry Alexander aus San Diego, dass der Niedergang "bürgerlicher Werte" (etwa Arbeit, Selbstdisziplin, Ehe und Respekt vor Autoritäten) seit den 1950er Jahren zu sozialen Missständen beigetragen habe: Symptome dafür seien die auf das Niveau der Großen Depression gesunkene Erwerbsquote von Männern, der endemische Opioid-Missbrauch, die Tatsache, dass die Hälfte aller Kinder von alleinerziehenden Müttern geboren werde, sowie die mangelnden Grundkenntnisse von College-Studenten. Die Autoren behaupten, dass "nicht alle Kulturen gleich sind. Oder zumindest sind sie nicht gleich gut darauf vorbereitet, in einer fortschrittlichen Wirtschaft produktiv zu sein. Der Studentenzeitung The Daily Pennsylvanian sagte Wax, dass "jeder in Länder gehen möchte, die von weißen Europäern regiert werden", weil deren Sitten "besser" seien. In demselben Interview betonte Wax nachdrücklich, dass sie nicht an die Überlegenheit einer Rasse über eine andere glaube, sondern die Situation in verschiedenen Ländern und Kulturen beschreibe.
In einem Podcast-Interview mit Professor Glenn Loury im September 2017 sagte Wax: „Nehmen Sie die Penn Law School oder eine andere Top-10-Juraschule ... Hier gibt es eine sehr unbequeme Tatsache ... Ich glaube nicht, dass ich jemals einen schwarzen Studenten gesehen habe, der seinen Abschluss im obersten Viertel der Klasse gemacht hätte, und selten, selten in der besten Hälfte ... Ich kann mich an einen oder zwei Studenten erinnern, die in meinem obligatorischen Kurs für Erstsemestler in der oberen Hälfte gelandet sind“, und er sagte, dass Penn Law ein Mandat zur Rassenvielfalt für seine juristische Prüfung habe. Der Dekan der juristischen Fakultät der University of Pennsylvania, Theodore Ruger, antwortete darauf: „Schwarze Studenten haben an der Penn Law in der Spitzengruppe studiert, und die Law Review hat kein Mandat zur Förderung der Vielfalt. Vielmehr werden die Redakteure auf der Grundlage eines Wettbewerbsverfahrens ausgewählt.“
Im Juli 2019 sagte Wax auf der Eröffnungskonferenz der Edmund-Burke-Stiftung zum Nationalen Konservatismus: „Kultureller Distanznationalismus bedeutet, dass unser Land mit mehr Weißen und weniger Nicht-Weißen besser dran ist.“
Infolge dieser Kontroversen wurde Wax im März 2018 von Dekan Ruger von ihrer Aufgabe entbunden, Lehrveranstaltungen für Erstsemestler zu unterrichten. Er verurteilte ihre Bemerkungen als, unter anderem, „repugnant“ (abstoßend).
The New Criterion schrieb: "Dekan Ruger sollte vielleicht eine Studie zu Rate ziehen, die 2004 in der Stanford Law Review veröffentlicht wurde und aus der hervorgeht, dass an den elitärsten juristischen Fakultäten ... nur 8 Prozent der schwarzen Studenten im ersten Studienjahr in der oberen Hälfte ihres Jahrgangs zu finden sind. Robert VerBruggen, stellvertretender Chefredakteur des National Review, zitierte Forschungserträge, die seiner Meinung nach Wax' Behauptungen stützten, und schrieb: "Wenn das an der Penn Law School anders ist, oder sich die Dinge in den letzten Jahren geändert haben, lassen Sie uns ein paar Zahlen sehen."

### Aussagen zum Thema Ethnie
Im April 2022 sagte Wax in der Sendung Tucker Carlson Today, dass „Schwarze“ und andere „nicht-westliche“ Gruppen „Ressentiments, Scham und Neid“ gegen westliche Menschen wegen ihrer „überragenden Leistungen und Beiträge“ hegen. Wax griff dann indische Einwanderer an, weil sie die Dinge in den Vereinigten Staaten kritisierten, obwohl „ihr Land ein Drecksloch ist“, und fuhr fort, dass „die Rolle von Neid und Scham in der Art und Weise, wie die Dritte Welt die Erste Welt betrachtet [...] Undankbarkeit der monströsesten Art erzeugt.“